# Christoph Schwartz

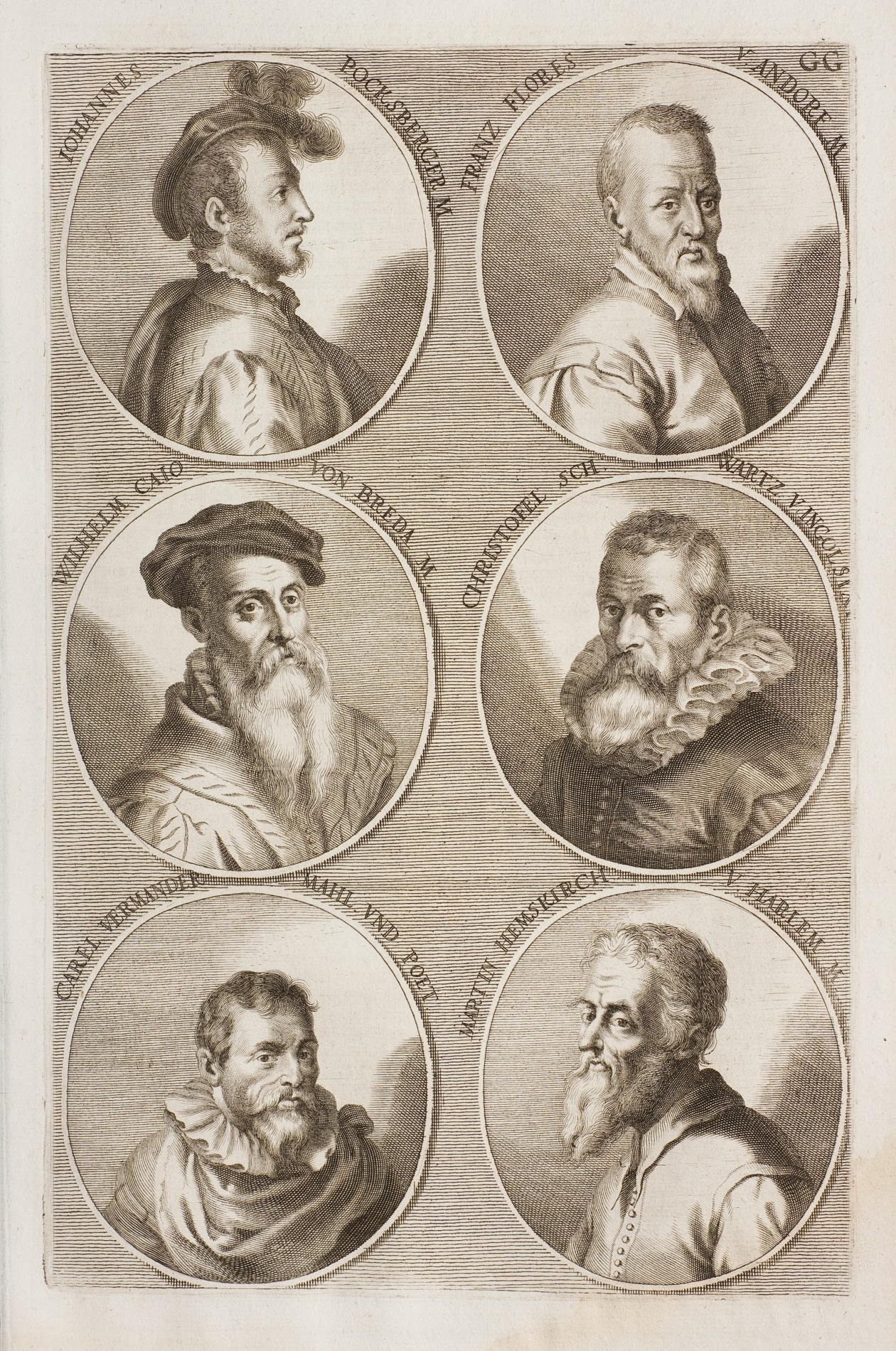
Accademia tedesca

Christopher Schwartz detto anche Cristoph Schwartz o Christopher Schwarz (Ingolstadt, 1548 – Monaco di Baviera, 15 aprile 1592) è stato un pittore tedesco.

## La vita e le opere

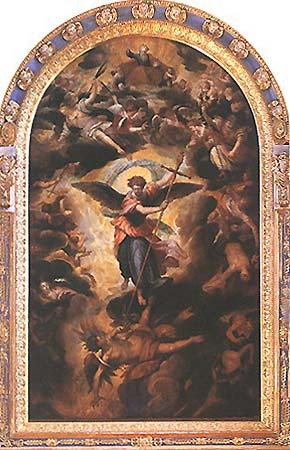
San Michele combatte il demonio

Schwartz è nato nel 1548 circa non sappiamo di sicuro se a Monaco di Baviera o Ingolstadt, figlio di Conrad, un orafo di Monaco di Baviera, il padre, dal 1560 al 1566 lo mise a bottega da Melchior Bocksberger un pittore e frescante.
Andò ad Augusta nel 1566 per i suoi primi lavori d'affresco autonomi. Nel 1569 invece lo troviamo nuovamente a Monaco. Nel 1570 si recò a Venezia, viaggio da cui ebbe molte influenze dello stile veneziano, che ha lui stesso importato in Baviera. Dopo tre anni nel 1573 torna a Monaco e, un anno dopo, viene nominato pittore di corte, succedendo a Hans Mielich con il quale aveva spesso collaborato e forse fu tra i suoi maestri. Ha ricevuto commissioni da, tra gli altri la famiglia Fugger, per la quale nel 1584 dipinse la pala della Madonna col Bambino. Questo quadro, che è stato considerato la sua opera d'arte, fu dipinto per la Chiesa dei Gesuiti di San Salvatore, oggi S. Anna im Lehel a Monaco di Baviera.
Per Ottaviano Fugger Secundus, dipinse una pala d'altare per la Benediktuskapelle a San Ulrich e Afra, oggi Cappella di San Giorgio ad Augusta. Questo lavoro fu iniziato da Schwartz, ma fu finito da Peter Candid. infatti c'è un documento, sulla pala, che viene ricevuto, compilato e firmato da Candid.
Nella rinascimentale Chiesa di San Michele, a Monaco, c'è la pala d'altare con "San Michele che combatte il diavolo "del 1587, dipinta in collaborazione col pittore italiano Alessandro Scalzi.